# 응오동강
응오동강(베트남어: Sông Ngô Đồng / 瀧梧桐)은 베트남 닌빈성 호알르시 닌하이사에 있는 강이다. 사오케강의 지류(호앙롱강과 박강을 연결하는 강)이다. 응오동강은 수오이 티엔사 일대를 시작으로 낭떠러지와 논밭을 헤치고 봉트램 다리 근처의 박강 시스템에 물을 붓는 등 짱안 세계유산 석회암 산계의 중심부 석호에서 흘러 나온다.
땀꼭의 경치 좋은 강에서, 타이비 사원은 닌빈의 유명한 명소다. 이 경치를 보러 온 관광객들은 종종 응오동강에서 노를 젓는 배를 타고 주변의 아름다운 경치를 즐긴다.
응오동강 양쪽의 풍경은 호알르 환경문화숲의 복잡한 지질 발달을 배경으로 오랜 형성사를 가진 석회암 절벽이다. 강 양쪽은 바위 투성이의 산에서 베를 짜는 듯한 논으로,  계절에 따라 독특한 빛깔을 낸다.

## 갤러리

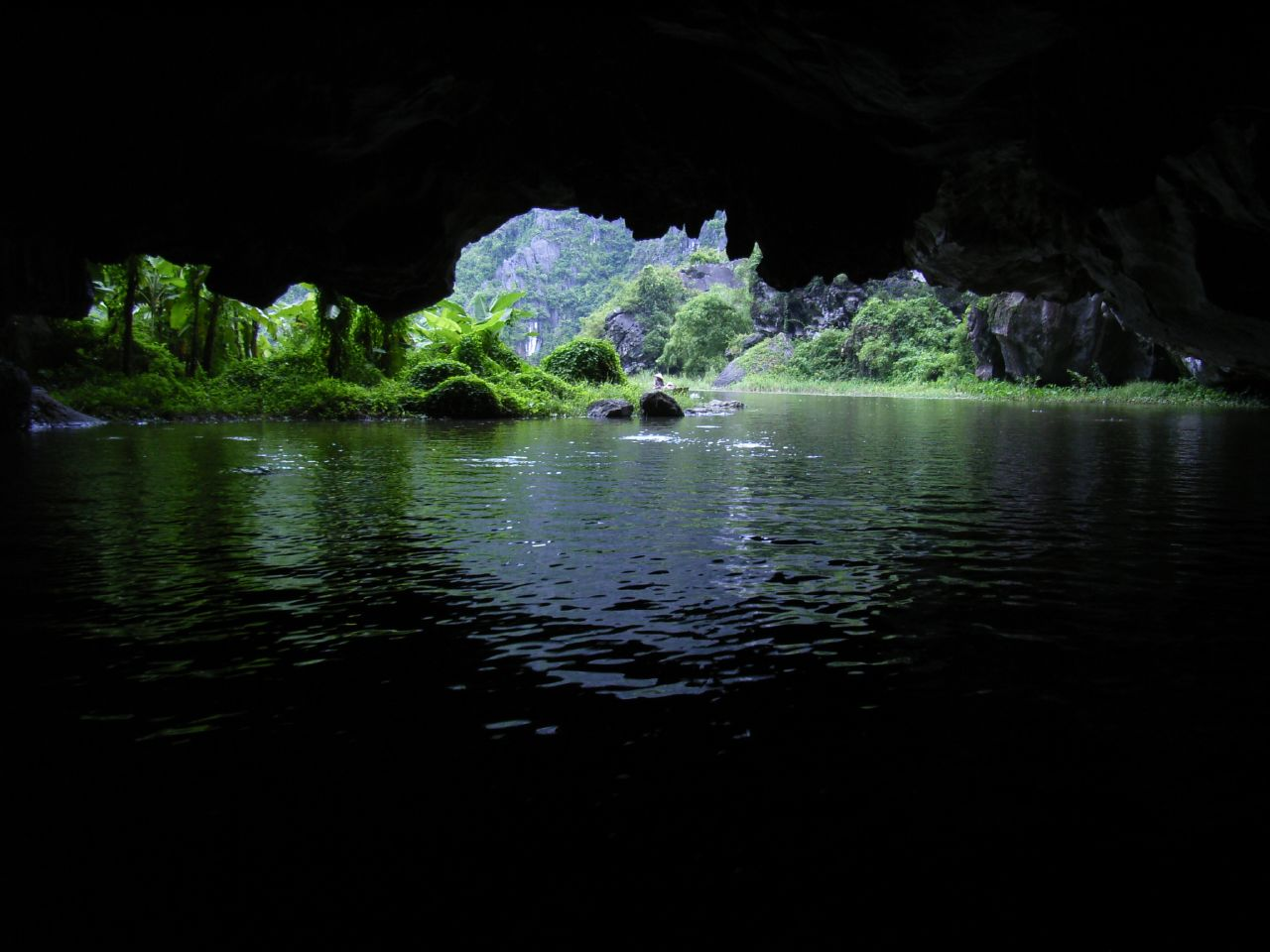
땀꼭 - 3개의 동굴
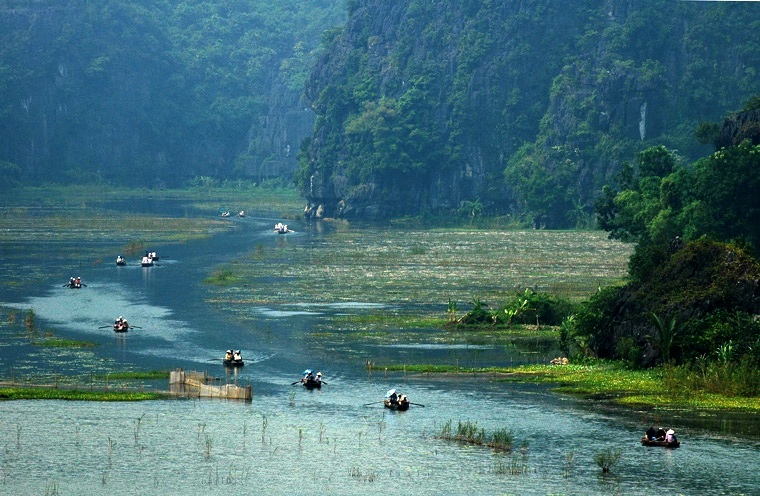
땀꼭을 가로지르는 응오동강
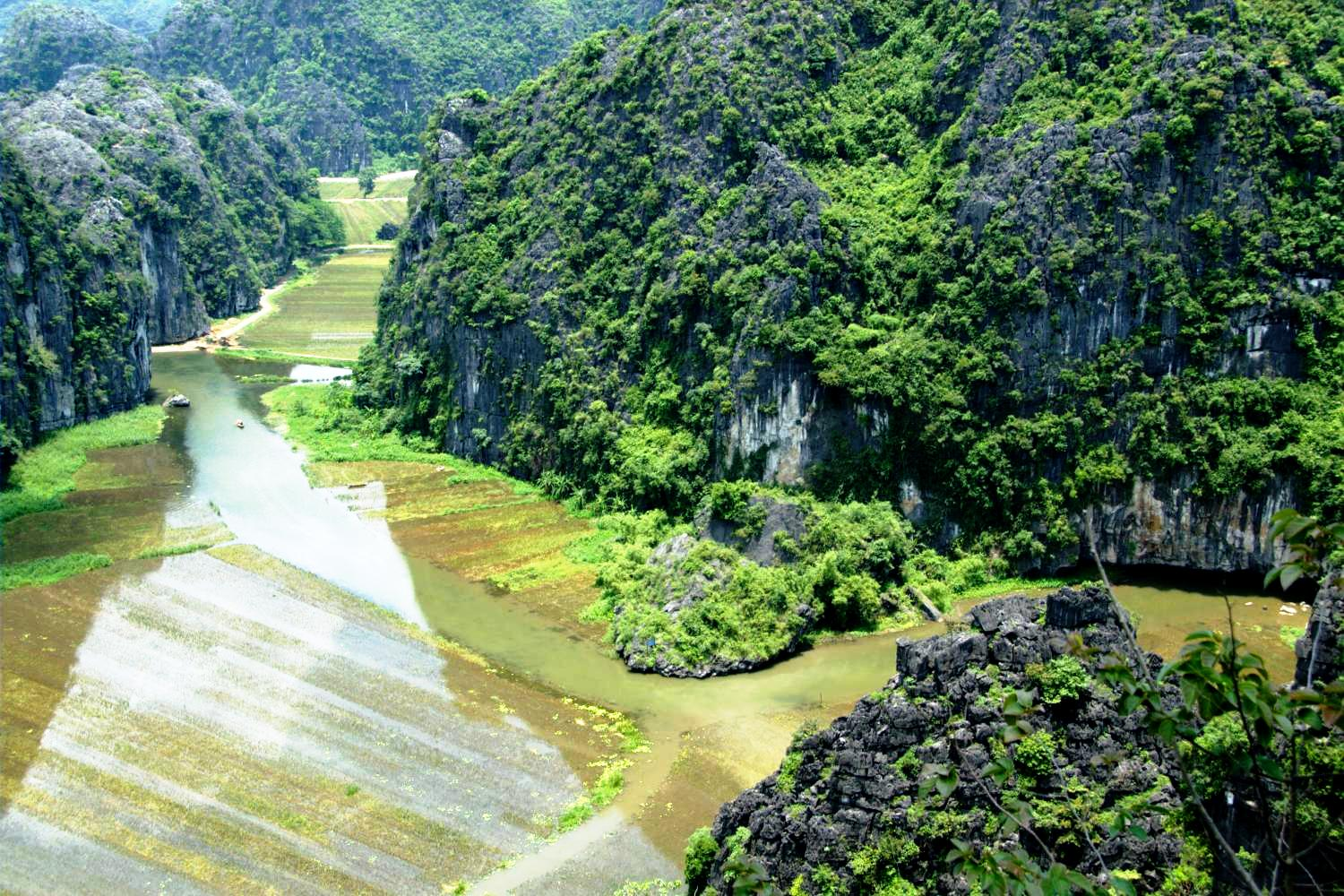
응오동강 파노라미
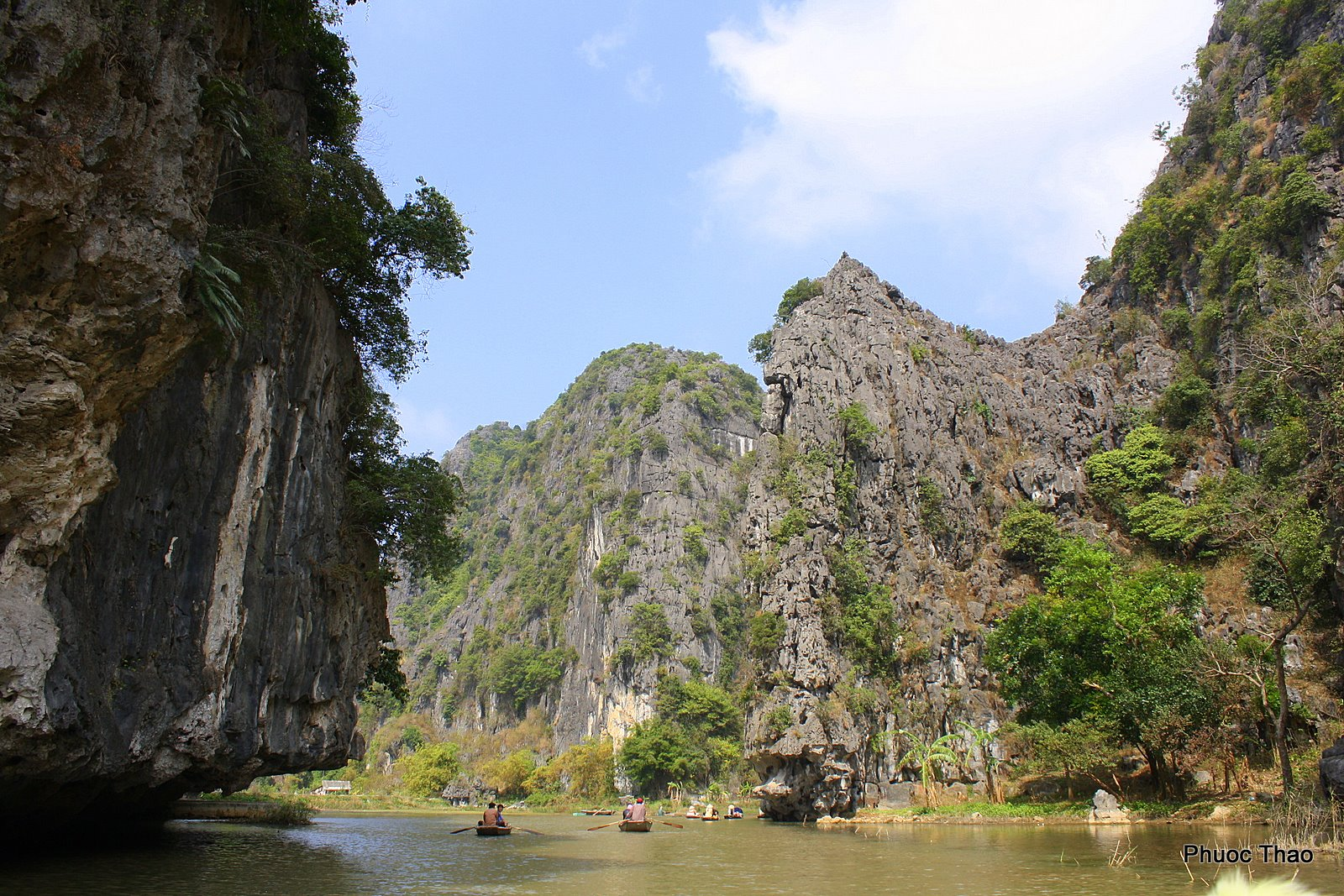
땀꼭으로 가는 길의 절벽
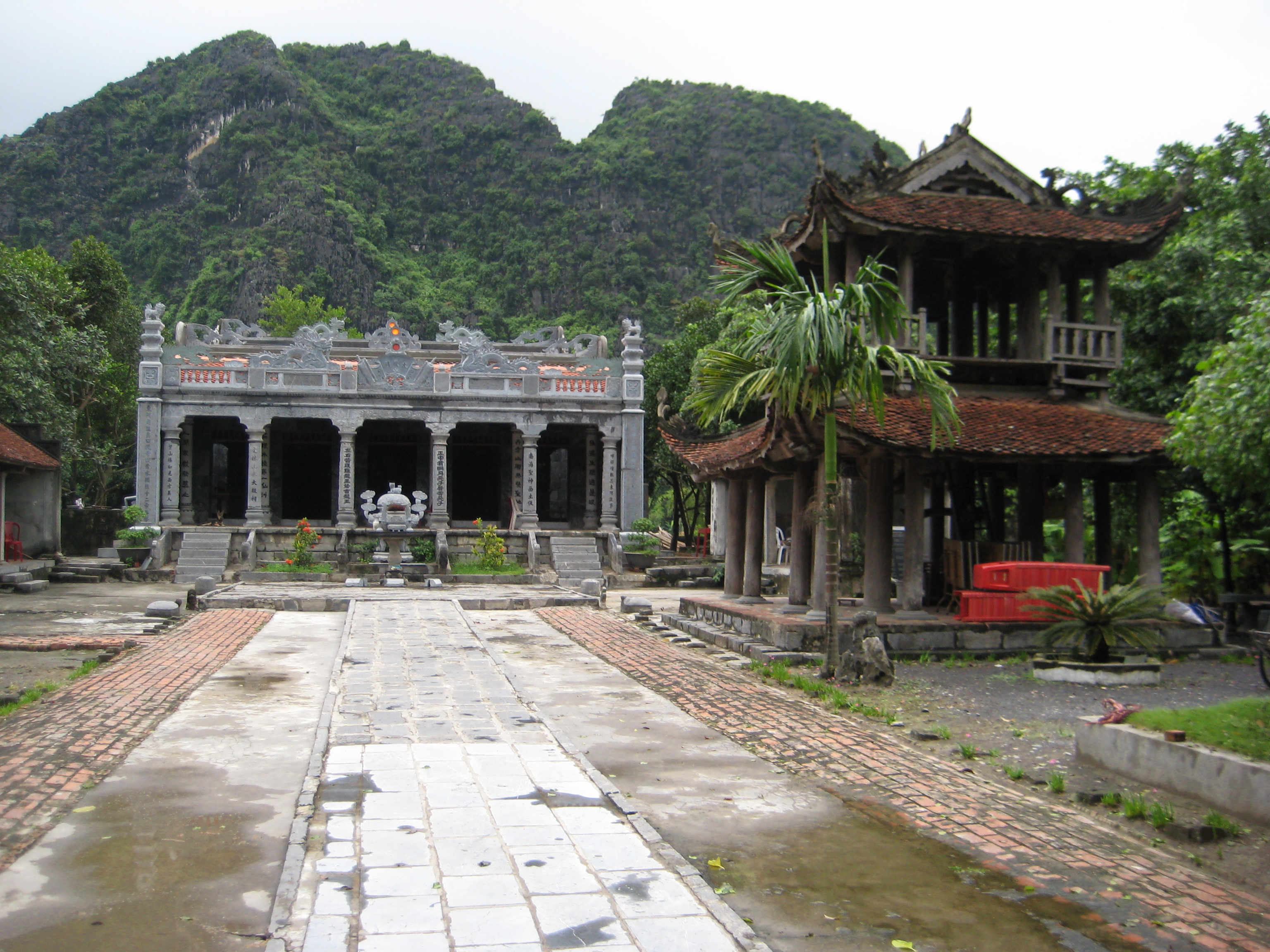
타이비 궁